# São Luís do Curu
São Luís do Curu is een gemeente in de Braziliaanse deelstaat Ceará. De gemeente telt 12.613 inwoners (schatting 2009).
De gemeente grenst aan Trairi, São Gonçalo do Amarante, São Gonçalo do Amarante, Pentecoste en Umirim.